# 國道10號 (芬蘭)
國道10號（芬蘭語：Valtatie 10）是連接芬蘭西南部城市圖爾庫和圖洛斯的一條公路，全長167公里，與國道2號交匯。